# Szinkrongép
A szinkrongép a forgó villamos gépek egyik alaptípusa. Forgórészét egyenárammal táplált tekercseléssel, vagy állandómágnesekkel gerjesztik, állórészén többfázisú váltakozó áramú tekercselés található. A szinkrongépek motoros üzemben a felvett villamos energiát mechanikai energiává alakítják, generátoros üzemben pedig a felvett mechanikai energiát alakítják villamos energiává. Fő alkalmazási területük villamos energia termelése erőművi generátorként, de egyre gyakrabban találkozhatunk szinkronmotorokkal szervo- és járműhajtásokban is.

## Szinkrongépek csoportosítása

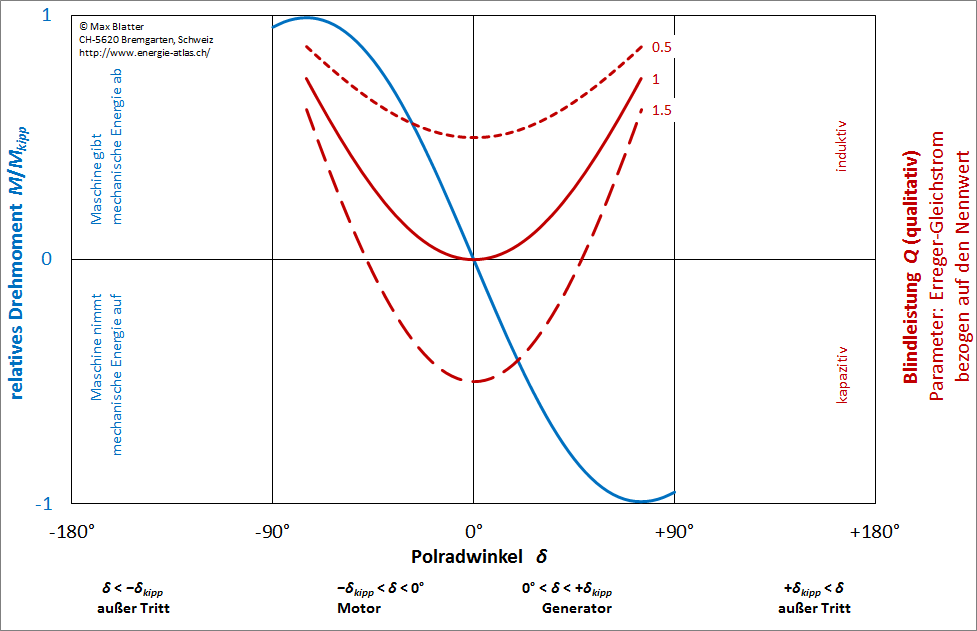
Szinkrongép diagramjai. A vízszintes tengelyen a terhelési szög. A kék színű függőleges tengely a nyomaték normalizált értékét mutatja (felül motoros, alul generátoros). A kék görbe a gép nyomatékát ábrázolja. A piros színű függőleges tengelyen a reaktív teljesítményt látjuk. A hosszan szaggatott piros vonal az 1,5-szeresen túlgerjesztett szinkrongép reaktív teljesítményét szemlélteti, amely kapacitív is lehet, ezért fázisjavításra használható

### Elsődleges üzemállapot szerint
Elsődleges üzemállapot szerint beszélhetünk szinkrongenerátorról és szinkronmotorról, attól függően, hogy a szinkrongép elsődlegesen generátoros vagy motoros üzemállapotban működik. 
Generátoros üzemállapotban a villamos forgógépek a mechanikai energiát villamos energiává alakítják. A szinkrongenerátor a mechanikai energiát a tengelyén veszi fel. A villamos energiát a generátor kapcsain keresztül a hálózatba adja le. 
Az erőművek túlnyomó többségében a villamos energia előállítására szinkrongenerátorokat alkalmaznak. 
Motoros üzemállapotban az energiaáramlás iránya fordított. A szinkronmotor a hálózatból felvett villamos energiát alakítja mechanikai energiává és a tengelyén adja le a hozzá csatlakozó hajtott gépnek. 
Szinkronmotorokat elsősorban szervohajtásokban és villamos járművekben alkalmaznak. A szinkronmotorok is működhetnek generátoros üzemmódban, villamos fékezéskor.
Helyettesítő kapcsolási vázlatának legfontosabb elemei az armatúra-visszahatás, a szórási reaktancia és a rézveszteség.

### A forgórész gerjesztésének módja szerint
Szinkrongépek forgórészének mágneses mezőjét elektromágnesekkel vagy állandómágnesekkel hozhatjuk létre. Előbbi esetben egyenárammal gerjesztett, utóbbi esetben állandómágneses (permanens mágnesű) szinkrongépről beszélünk. 
Egyenárammal gerjesztett szinkrongépek forgórészén tekercsek találhatók, amelyekben egyenáram folyik. A gerjesztőáramot a gép forgórészébe csúszógyűrűs-kefés szerkezettel vezetik. A kefék kopó alkatrészek, emiatt ez a kialakítás rövidebb időközönkénti karbantartást igényel. Gyakori megoldás, hogy a gerjesztőáramot a szinkrongéppel tengelykapcsolatban lévő egyenáramú gerjesztőgép szolgáltatja. A szinkrongenerátorokat jellemzően egyenárammal gerjesztik. 
Az állandómágneses gépek forgórészébe a leggyakrabban AlNiCo, illetve NdFeB mágneseket építenek be. A permanens mágnesű gerjesztésnél nem kell a forgórészbe áramot vezetni, nincs szükség gerjesztőgépre sem, azonban a forgórész gerjesztése nem változtatható, nem szabályozható. Állandómágneses szinkrongenerátorokat jellemzően olyan helyeken alkalmaznak, ahol nehezen megoldható a karbantartás (például víz alatti búvárgenerátorok), vagy kicsi a rendelkezésre álló hely (például szélgenerátorok). A szinkron szervomotorok és járműmotorok többsége viszont elektromágneses gerjesztésű.
Továbbá megkülönböztetjük még az öngerjesztéses szinkrongépet is, melyben a forgórész tekercselését a légrésen keresztül az állórész tekercselés segítségével gerjesztjük.

### A mágneses mező alakja szerint
A mágneses mező – pontosabban a mágneses indukció kerület menti eloszlásfüggvényének – alakja szerint a szinkrongép lehet szinuszmezős és négyszögmezős. 
Szinuszmezős gépek indukció-eloszlása a szinuszfüggvény szerint változik, a pozitív félperiódus egy északi, a negatív félperiódus egy déli mágneses pólusnak felel meg. A szinuszos indukció-eloszlás következtében a gép állórész tekercseiben indukált feszültség időfüggvénye szintén szinuszos lesz. Ennek értelmében szinuszmezős szinkrongenerátorral szinuszfüggvény szerint váltakozó feszültséget lehet előállítani, ezért az erőművi generátorok mindegyike szinuszmezős szinkrongép. Szinuszmezős szinkronmotort a lüktetésmentes nyomaték érdekében szinuszfüggvény szerint váltakozó áramokkal kell táplálni.
Négyszögmezős gépek indukció-eloszlása a négyszögfüggvény szerint változik, pozitív félperiódusa a szinuszmezős gépekhez hasonlóan egy északi, negatív félperiódusa egy déli mágneses pólust jelöl. Az indukció-eloszlás és az indukált feszültség időfüggvénye közötti összefüggés ebben az esetben is fennáll, amiből következik, hogy villamos energia termelés céljából nem építenek négyszögmezős szinkrongépeket.
A négyszögmezős szinkrongépeket elsősorban motorként alkalmazzák. A lüktetésmentes nyomaték kialakulásának feltétele itt is az illesztett táplálás, azaz a motort négyszögfüggvény szerint váltakozó árammal kell táplálni. A négyszögmezős szinkronmotorok vezérlése sokkal egyszerűbb, mint a szinuszmezős szinkronmotoroké, ezért sokkal több alkalmazásban (szervomotorok, villamos járművek hajtásai) találkozhatunk velük. A négyszögmezős, állandómágneses szinkronmotorokat nevezik kefe nélküli egyenáramú (BLDC) motornak és elektronikus kommutációjú egyenáramú (ECDC) motornak is. A BLDC és ECDC motorok működésüket és általában felépítésüket tekintve négyszögmezős szinkronmotorok, a hozzájuk tartozó vezérlő elektronikával kiegészülve – „felhasználói” szempontból – tekinthetők egyenáramú motornak.

## Működési elv
Villamos forgógépek működésének alapfeltétele, hogy az állórész mező és a forgórész együtt forogjon. Szinkrongépek esetében az állórész többfázisú, szimmetrikus, kiegyenlített táplálásával forgó állórész mező jön létre, aminek fordulatszámát (a nyugvó állórészhez viszonyítva) szinkron fordulatszámnak nevezzük. A gép forgórészét egyenárammal táplálva a forgórészhez viszonyítva nyugvó forgórész mező alakul ki, aminek a fordulatszáma a nyugvó állórészhez viszonyítva megegyezik a szinkrongép forgórészének fordulatszámával. Az állórész mező és a forgórész mező együttforgása csak akkor teljesíthető, ha a gép forgórésze a szinkron fordulatszámmal forog. Ebből következik a szinkrongépek egyik legalapvetőbb tulajdonsága: A szinkrongép csak egy fordulatszámon, a szinkron fordulatszámon tud üzemelni.
Az állórész által keltett mágneses mezőhöz képest a forgórész fáziskéséssel forog. A gép nyomatéka arányos ezzel a fázisszöggel. Ha a forgórész fázisszöge nulla (a forgó mágneses mező és a forgórész között nincs különbség), a gép leadott nyomatéka nulla. Ha a fázisszög előjele megváltozik (a forgórész siet a mágneses mezőhöz képest), a gép generátoros üzemállapotba kerül: nyomatékot vesz fel a tengelyén, és villamos teljesítményt szolgáltat a hálózatra.
A szinkronfordulatszám a tápláló hálózat frekvenciájától (f) és a gép póluspár-számától (p) függ: 
{\displaystyle n={\frac {f}{p}}}, illetve
{\displaystyle n={\frac {60f}{p}}} min-1 (a gyakorlatban használatosabb mértékegységgel)
Erőművi szinkrongenerátorok frekvenciáját a villamos energia hálózat frekvenciája határozza meg. Értéke Magyarországon és Európa nagy részén 50 Hz. Bizonyos országokban (például Ausztria, Németország) a villamos vontatás frekvenciája eltér az ipari frekvencia nagyságától, ezért a vasútvonalak energia ellátását egyfázisú, csökkentett frekvenciájú (16 2/3 Hz) szinkrongenerátorokkal biztosítják. 
Atomerőművekben és hőerőművekben általában gőzturbinával hajtott kétpólusú szinkrongenerátorok (turbógenerátorok) üzemelnek, 3000-es percenkénti fordulatszámon. Az amerikai kontinensen a hálózati frekvencia 60 s-1, ezért ott a szinkronmotor fordulatszáma 3600 min-1  A vízturbinák jellemzően kisebb fordulatszámmal forognak, mint a gőzturbinák, ezért a vízerőművekben működő szinkrongenerátorok pólusszáma nagyobb.
A nagy méretű szinkronmotorok önmaguktól a nagy tömegű forgórész miatt nem indulnak el; nulla fordulatszámon a nyomatéka nulla. Másrészt, az (elméleti) egy póluspár-számú egyfázisú szinkronmotor bármely forgásirányba elindulhat. Ilyen motorok pl a mikrohullámú sütők tényérforgató motorjai. Ahol szükséges a határozott forgásirány,ott a motor pólusait aszimmetrikusra kiképezve határozzák meg az indítás tényleges irányát.

## Lásd még
Synchronous motor angolul